# Raúl Cardozo
Raúl Ernesto Cardozo (ur. 28 października 1967 w Morón) – argentyński piłkarz, grający podczas kariery na pozycji obrońcy.

## Kariera klubowa
Raúl Cardozo rozpoczął karierę w klubie Vélez Sarsfield Buenos Aires w 1986. Z Vélez Sarsfield dwukrotnie zdobył mistrzostwo Argentyny: Clausura 1993, Apertura 1995, Clausura 1996 i Clausura 1998. Na arenie międzynarodowej Cardozo zdobył Copa Libertadores 1994 (wystąpił w obu meczach finałowych z São Paulo FC, w drugim z nich został usunięty z boiska w 64 min.), Puchar Interkontynentalny 1994 (wystąpił w meczu z Milanem), Copa Interamericana w 1994, Supercopa Sudamericana 1996 (wystąpił w obu meczach finałowych z Cruzeiro EC) oraz Recopa Sudamericana w 1996 (wystąpił w meczu z River Plate). Ogółem w latach 1986-1999 wystąpił w barwach Vélez Sarsfield w 349 meczach, w których zdobył 9 bramek.
Sezon 1999-2000 spędził w Newell’s Old Boys Rosario, a 2000-2001 w Chacarita Juniors. W Chacaricie pożegnał się z ligą argentyńską, w której w latach 1986-2001 rozegrał 400 meczów, w których strzelił w 9 bramek. W 2001 Cardozo wyjechał do Urugwaju, gdzie został zawodnikiem Nacionalu Montevideo. Z Nacionalem zdobył mistrzostwo Urugwaju 2001. W 2002 krótko występował w Paragwaju w Olimpii Asunción. Ostatnim klubem w karierze Cardozo była czwartoligowa Villa Dálmine Buenos Aires, z którą w 2003 awansował do trzeciej ligi.
| Sezon     | Klub                         | Kraj      | Rozgrywki               | Mecze | Bramki |
| --------- | ---------------------------- | --------- | ----------------------- | ----- | ------ |
| 1986/87   | Vélez Sarsfield Buenos Aires | Argentyna | Primera División        | 4     | 0      |
| 1987/88   | Vélez Sarsfield Buenos Aires | Argentyna | Primera División        | 37    | 0      |
| 1988/89   | Vélez Sarsfield Buenos Aires | Argentyna | Primera División        | 32    | 0      |
| 1989/90   | Vélez Sarsfield Buenos Aires | Argentyna | Primera División        | 35    | 0      |
| 1990/91   | Vélez Sarsfield Buenos Aires | Argentyna | Primera División        | 22    | 0      |
| 1991/92   | Vélez Sarsfield Buenos Aires | Argentyna | Primera División        | 35    | 0      |
| 1992/93   | Vélez Sarsfield Buenos Aires | Argentyna | Primera División        | 23    | 1      |
| 1993/94   | Vélez Sarsfield Buenos Aires | Argentyna | Primera División        | 23    | 1      |
| 1994/95   | Vélez Sarsfield Buenos Aires | Argentyna | Primera División        | 28    | 0      |
| 1995/96   | Vélez Sarsfield Buenos Aires | Argentyna | Primera División        | 36    | 1      |
| 1996/97   | Vélez Sarsfield Buenos Aires | Argentyna | Primera División        | 26    | 4      |
| 1997/98   | Vélez Sarsfield Buenos Aires | Argentyna | Primera División        | 30    | 2      |
| 1998/99   | Vélez Sarsfield Buenos Aires | Argentyna | Primera División        | 18    | 0      |
| 1999/2000 | Newell’s Old Boys Rosario    | Argentyna | Primera División        | 23    | 0      |
| 2000/01   | Chacarita Juniors            | Argentyna | Primera División        | 28    | 0      |
| 2001      | Club Nacional de Football    | Urugwaj   | Primera División        | 39    | 0      |
| 2002      | Club Olimpia                 | Paragwaj  | Primera División        | 0     | 0      |
| 2002/03   | Villa Dálmine Buenos Aires   | Argentyna | Primera C Metropolitana | 23    | 0      |

## Kariera reprezentacyjna
W reprezentacji Argentyny Cardozo zadebiutował 11 czerwca 1997 w zremisowanym 0-0 meczu z Ekwadorem podczas Copa América. Na tym turnieju wystąpił we wszystkich czterech meczach z Ekwadorem, Chile, Paragwajem i ćwierćfinałowym z Peru, w który był jego ostatnim meczem w reprezentacji.
| Mecze i gole w reprezentacji | Mecze i gole w reprezentacji | Mecze i gole w reprezentacji | Mecze i gole w reprezentacji | Mecze i gole w reprezentacji | Mecze i gole w reprezentacji | Mecze i gole w reprezentacji |
| #                            | Data                         | Miasto                       | Przeciwnik                   | Gol                          | Wynik                        | Rozgrywki                    |
| ---------------------------- | ---------------------------- | ---------------------------- | ---------------------------- | ---------------------------- | ---------------------------- | ---------------------------- |
| 1.                           | 11.06.1997                   | Cochabamba                   | Ekwador                      |                              | 0:0                          | Copa América                 |
| 2.                           | 14.06.1997                   | Cochabamba                   | Chile                        |                              | 2:0                          | Copa América                 |
| 3.                           | 17.06.1997                   | Cochabamba                   | Paragwaj                     |                              | 1:1                          | Copa América                 |
| 4.                           | 21.06.1997                   | Sucre                        | Peru                         |                              | 1:2                          | Copa América                 |